# مطبخ سوري

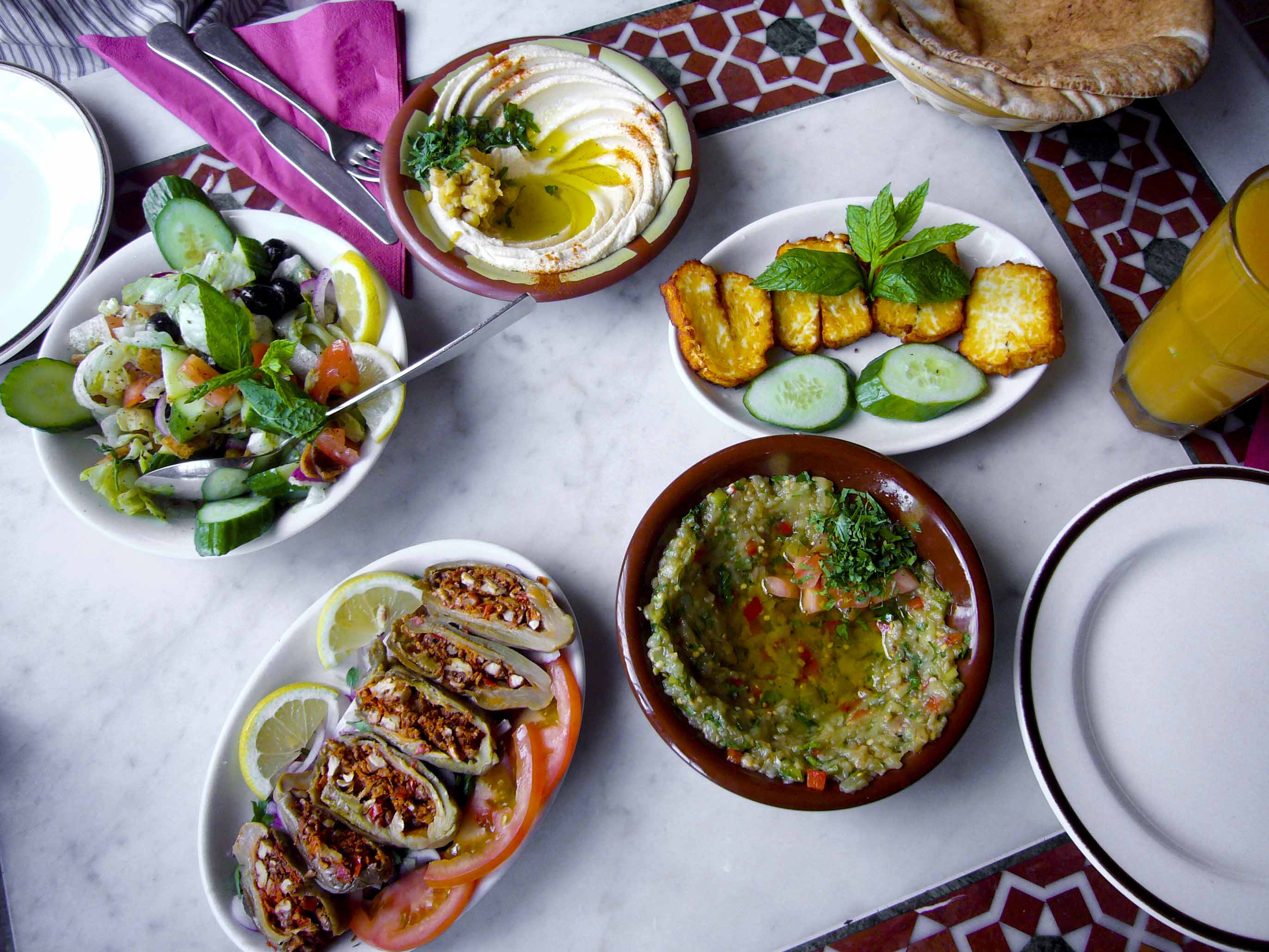
وجبات شامية، تضم مكدوس في أسفل يسار الصورة، كما تضم وحسب دوران عقارب الساعة سلطة ثم حمص بطحينة ثم حلوم ثم بابا غنوج، كما تضم الصورة وكما يظهر جزئياً قرص خبز.

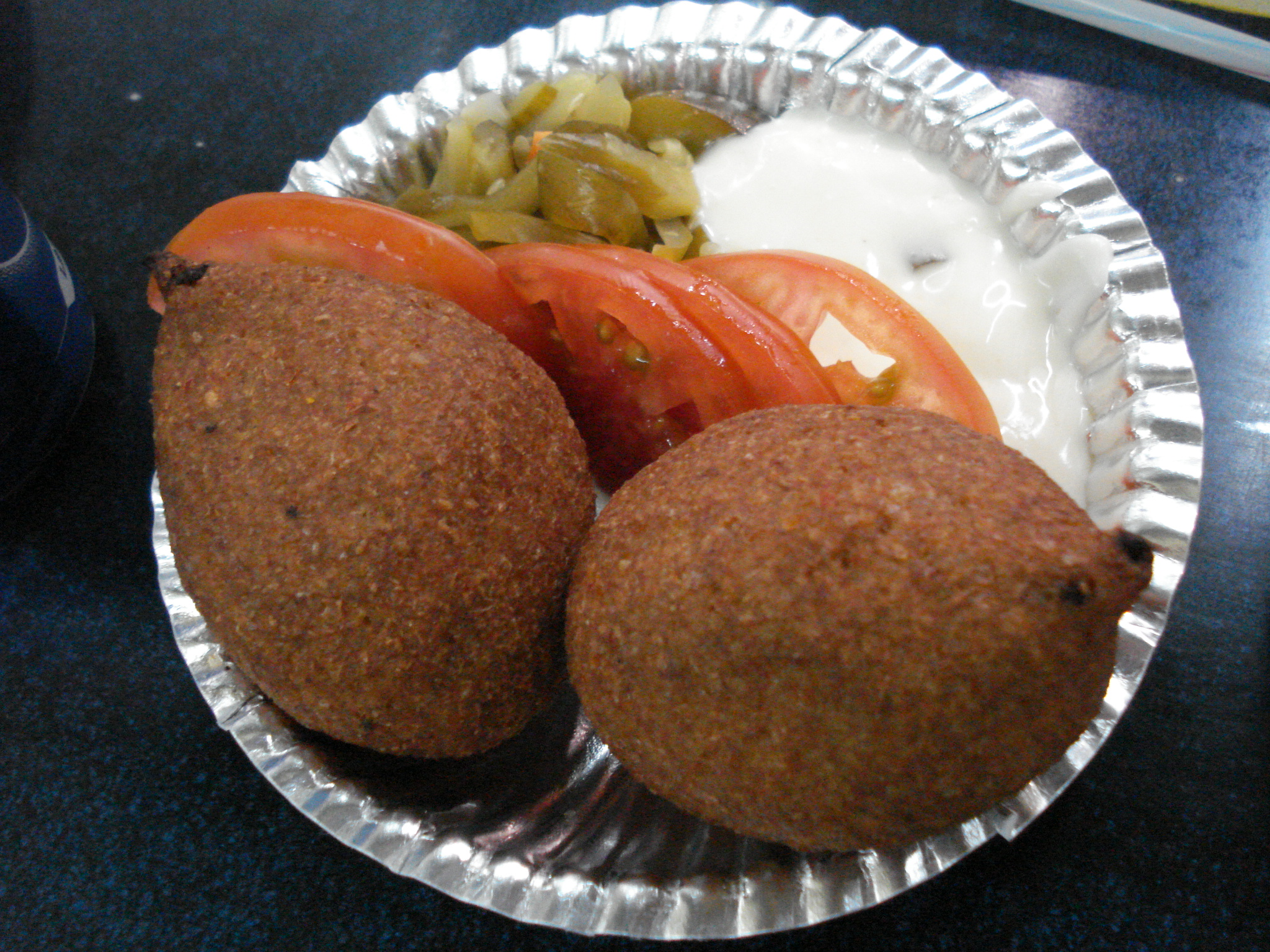
كبة برغل.

المطبخ السوري مطبخ عريق متنوع يستمد تنوعه من الطبيعة السورية والمناطق والمدن فكل مدينة ومنطقة سورية لها ما يميزها من الأطعمة ما بين دمشق و‌حلب و‌حمص و‌حماة ومدن الساحل السوري ومنطقة الجزيرة السورية، دير الزور و‌الرقة والبادية والمناطق الجبلية في اللاذقية و‌السويداء و‌ريف دمشق، وهذا ما جعل المطبخ السوري غنياً جداً بأطباقه المتنوعة الشهية العديدة.

## لمحة تاريخيّة
على مرّ القرون والألفيات ارتبطت مطابخ المتوسط بالأديان المنتشرة هناك، والتي أثّرت بطبيعة الحال على المطبخ السوري، وتغيّرت أكلاته بتغيّر الأديان وتوزيع انتشارها في سوريا وحول المتوسط.
قبل المسيحية سادت منطقة سوريا أربع مطابخ دينيّة كبرى، هي المطبخ الروماني القائم على الخبز واللّحم والبيرة، والمطبخ الكويني-الفينيقي القائم على الخضار وزيت الزيتون والنبيذ، والمطبخ اليهودي الشرقي القائم على الحبوب، ومطبخ الصابئة المندائي الذي تحوّل إلى المطبخ الإسلامي السوري فيما بعد. 
مع ظهور المسيحيّة تطوّر المطبخ الكويني-الفيني ليصبح المطبخ المسيحي المعروف اليوم بسورية باسم المطبخ الصيامي، ومنذ القرن السادس عشر دخلت سورية أصناف جديدة من الأكلات من المطبخ اليهودي السفاردي والمطبخ الإسلامي الأندلسي، مثل التبولة و‌المسقعة.
لتتجول بين أطباق المقبلات السورية المتنوعة الكثيرة إلى الأكلات والاطباق الرئيسة من الأكلات السورية المبتكرة الأصيلة و‌المشويات السورية و‌الكباب الحلبي المعروف والكبة المميزة بأنواعها في حلب واللحم بعجين والصفيحة الشامية والحلبية والفطائر والمعجنات السورية والبوظة الدمشقية وكشكة الأمراء والفتة الشامية والفول الحلبي المدمس والمقبلات الشهيرة والأوزي والحلويات الدمشقية في دمشق (الحلويات السورية) الأكثر شهرة داخل سوريا وخارجها، إلى الأسماك وخيرات البحر في اللاذقية و‌طرطوس و‌أرواد إلى المحاشي واليبرق وأطباق الحلويات وأنواعها المميزة و‌حلاوة الجبن في كل من حمص و‌حماة إلى البامية المميّزة و‌الكباب الديري وكباب الباذنجان في مدن الفرات ديرالزور و‌الرقة، إلى المنسف العربي الشهير في السويداء و‌درعا، إلى التنوع الكبير في الحلويات و‌السلطات والمقبلات السورية الشهية واطباق رئيسية أصيلة ومتميزة حسب المناطق.
ما يميّز المطبخ السوري العديد من الاكلات التراثية القديمة المتجددة والاصيلة وأنواع المقبلات والسلطات الكثيرة و‌المشاوي و‌الكبة والمشروبات مثل شراب التوت الشامي الأسود وشراب قمر الدين والعرقسوس والتمر هندي واللبن العيران، وعند الحديث عن المطبخ السوري لابد من ذكر أشهر أنواع الحلويات الحلويات الدمشقية (الحلويات الشرقية) السورية الشهيرة والمعروفة في كل العالم.

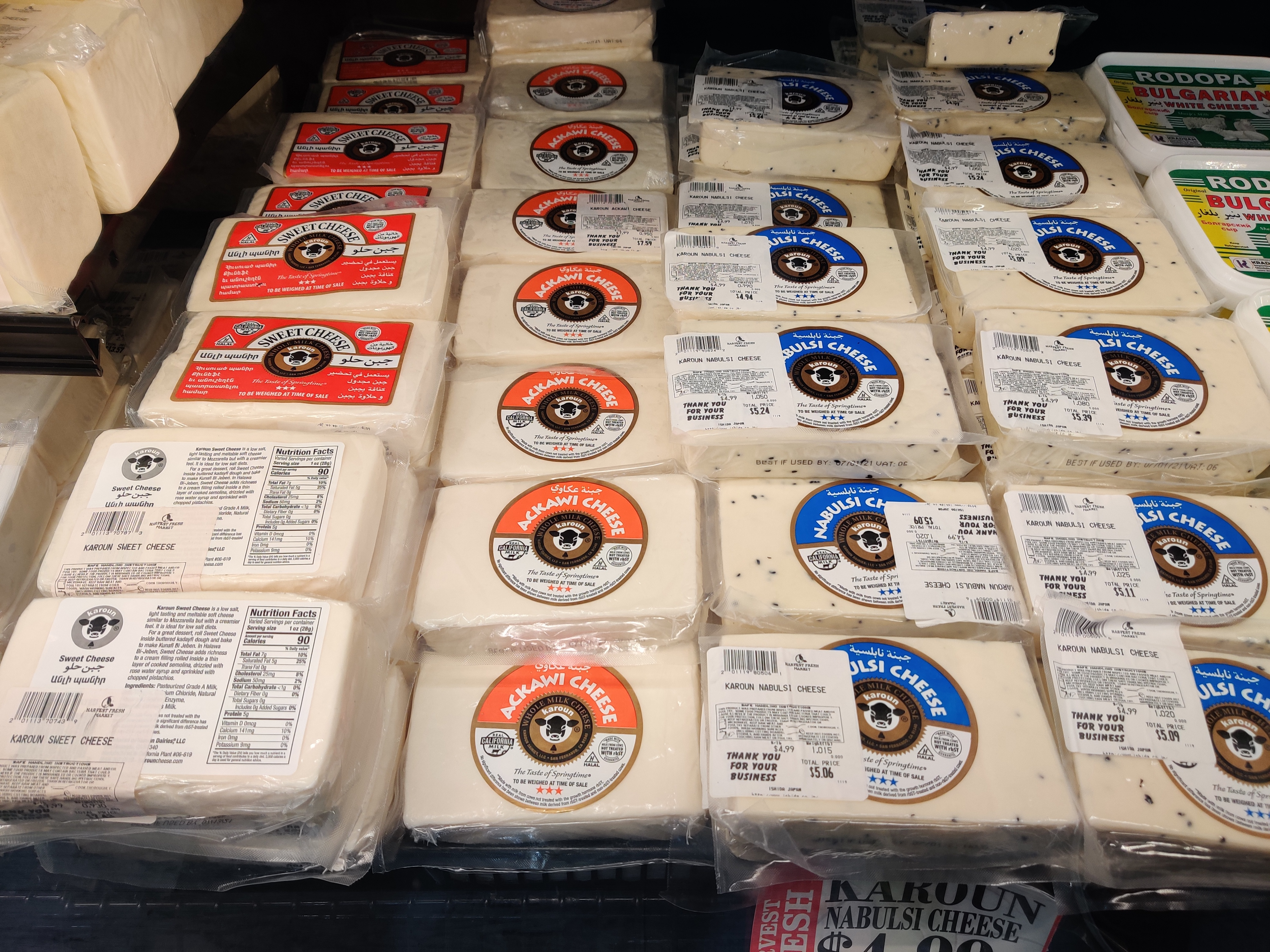
ثلاثة أنواع جبن عربية تشتهر بها سورية